# 米羅諾區
米羅諾區（西班牙語：Distrito de Mironó），是巴拿馬的一個行政區，位於該國西北部，由恩戈貝-布格雷特區負責管轄，面積343.1平方公里，2010年人口15,010，人口密度每平方公里43.75人。